# Ledvica
Ledvice (tudi obisti) so parni organ fižolaste oblike, ki izločajo seč. Ledvice filtrirajo kri ter izločajo v seč odpadne produkte presnove (na primer sečnina). Ledvice so eden izmed homeostatskih organov, ki skrbijo za čistost in stalnost notranjih telesnih tekočin. Vsak dan prefiltrirajo velikanske količine tekočine (od 150 do 180 litrov plazme) iz krvnega obtoka.
Ledvice ležijo posteriorno v trebušni votlini, vsaka na svoji strani hrbtenice. Desna ledvica je tik pod jetri, leva pa pod trebušno prepono ob vranici. Ledvici nimata popolnoma somerne lege - desna ledvica zaradi lege pod jetri leži nekoliko nižje.
Nad vsako od obeh ledvic leži nadledvičnica, žleza z notranjim izločanjem, ki v skorji proizvaja kortikosteroide, v sredici pa kateholamine.
Ledvice se nahajajo retroperitonealno - ležijo za potrebušnico. Zgornji del ledvic leži za enajstim in dvanajstim rebrom in je na ta način zaščiten. Ledvice so obdane z dvema slojema maščevja, ki ščitita organ pred mehaničnimi vplivi. Poznamo prirojeno motnjo, ko je ena ledvica ali pa sta celo obe močno nerazviti ali odsotni - gre za tako imenovano renalno agenezijo.